# شرلی آن گرو
شرلی آن گرو (به انگلیسی: Shirley Ann Grau) (زاده ۸ ژوئیه ۱۹۲۹ – درگذشته ۳ اوت ۲۰۲۰) رمان‌نویس آمریکایی و برنده جایزه پولیتزر برای داستان در سال ۱۹۶۵ بود.